# Stalpersia
Stalpersia är ett släkte av svampar. Stalpersia ingår i familjen Auriscalpiaceae, ordningen Russulales, klassen Agaricomycetes, divisionen basidiesvampar och riket svampar.
|            | Lentinellus                             |
|            |                                         |
|            | Clavicorona                             |
|            |                                         |
|            | Auriscalpium                            |
|            |                                         |
|            | Artomyces                               |
|            |                                         |
| Stalpersia | \| \| Stalpersia orientalis \| \| \| \| |
|            | \| \| Stalpersia orientalis \| \| \| \| |
|            | Dentipratulum                           |
|            |                                         |
|            | Amylonotus                              |
|            |                                         |
|            | Stalpersia orientalis                   |
|            |                                         |

|  | Stalpersia orientalis |
|  |                       |